# Waterveenmos
Waterveenmos (Sphagnum cuspidatum) is een soort uit het geslacht veenmos (Sphagnum).

## Ecologie
Waterveenmos groeit in en langs oligotroof tot meso-oligotroof stilstaand water met een lage pH. De soort wordt veel aangetroffen in hoogveenslenken, boerenkuilen, vennen en greppels in vochtige heide en zure broekstruwelen.

### Syntaxonomie
Waterveenmos staat te boek als kensoort van de waterveenmos-associatie (Sphagnetum cuspidato-obesi), een associatie uit de klasse van hoogveenslenken. Tot dit gezelschap behoren ook slijkzegge, witte snavelbies en veenbloembies.

## Etymologie en naamgeving
- Duits: Spieß-Torfmoos
- Engels: Feathery Bog-moss